# Rifiuti Solidi Urbani (gruppo musicale)
Gli Rsu, sigla che sta per Rifiuti Solidi Urbani, sono stati un gruppo musicale italiano attivo dal 1989 al 1998. Con il tempo la band ha sviluppato un suono originale molto più duro e dalle tonalità metal, che mescolava, in un crossover di industrial rock, grindcore, Techno e musica dance, le chitarre ai campionatori ed alla sonorità elettroniche. La parallela attività di remixing della band prosegue tuttora.

## Storia

### 1989-1992:Danza/ApatiaeOmaggio al passar dell'Altare Immolatore
Gli Rsu si formano a Trento nel 1989 come gruppo new wave, da una costola della band Aura Nera. Il bassista Mauro Andreolli, congiuntamente Manuel Carlo Pisoni e Ugo Pozzi.
Nel 1991 registrano in studio i loro primi due album autoprodotti su musicassetta dai titoli Danza/Apatia e Omaggio al passar dell'Altare Immolatore. In queste prime pubblicazioni lo stile era molto vicino all'hardcore punk dei No Means No, con l'aggiunta di sonorità elettroniche che facevano intuire un primo abbozzo di quella che poi diverrà il loro stile.
Fu di questo periodo la loro partecipazione a Rock Targato Italia 1992, festival che prevedeva per i primi 10 finalisti l'inclusione nell'omonima compilazione. Fu in questo contesto che gli Rsu, pur essendosi classificati si ritirarono dal contest, lasciando spazio agli allora giovanissimi Marlene Kuntz.

### 1993-1994: Arezzo Wave eRifiuti solidi urbaniper la Psycho/BMG Ariola
Fu poi dell'anno successivo la partecipazione ad Arezzo Wave e dove registrarono il brano Transizione per la compilation Arezzo Wave 1993. È in questo periodo che, dopo l'interessamento della major Psycho/BMG Ariola pubblicarono nel 1994 il loro primo album Rifiuti solidi urbani, in cui appaiono più evidenti le sonorità industrial metal ed la nuova attitudine legata all'estetica cyberpunk fin dalla copertina che vedeva un fotogramma tratto dal film Tetsuo di Shinya Tsukamoto. Tra i brani più famosi dell'album vi era poi il brano dall'attitudine prog-industrial intitolato 0, mentre l'unica concessione alla forma canzone era la cover di Rock'n'Roll Robot di Alberto Camerini, che vedeva alla voce GL Perotti, cantante del gruppo thrash metal degli Extrema.

### 1996-1997:Esperienze del limite
Nel 1996 registrano il brano Interludio d'attesa per TN Rock vol.2, episodio molto vicino al grindcore e al cybergrind.
Nel 1997 esce il secondo album Esperienze del limite sotto etichetta Casi Umani contenente diversi remix del primo album realizzati da Mick Harris degli Scorn, Roberto Vernetti, Technogod, Eraldo Bernocchi e dagli stessi Rsu. Il libretto dell'album comprendeva poi foto fortemente influenzate dell'archeologia industriale, realizzate in un'area dismessa per inquinamento dove si produceva, tra gli anni '50 e '60, piombo tetraetile ed amianto e in cui la band si introdusse illegalmente per il servizio fotografico.

## Formazione
- Ugo Pozzi - voce
- Mauro Andreolli - basso e campionamenti
- Manuel Carlo Pisoni - batteria

## Discografia

### Album
- 1994 - Rifiuti solidi urbani
- 1997 - Esperienze del limite

### EP
- Transizione

### Cassette
- 1992 - Apatia/Danza
- 1992 - Omaggio al passar dell'Altare Immolatore

### Compilation
- 1993 - AA.VV. Arezzo Wave 1993, con il brano Transizione
- AA.VV. TN Rock vol.2, con il brano Interludio d'Attesa
- 1998 - AA.VV. No se calla el canto, con il brano Sequenza ritmica per rumori e distorsore

## Videoclip
- Rapporti dance, regia di Alex Infascelli (1994)
- Miglior vita, regia di Ugo Pozzi (1997)